# Adolf III. (Berg)

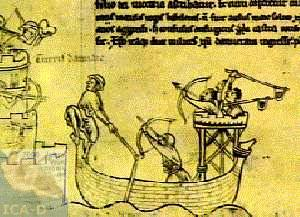
Belagerung von Damiette, 1218

Adolf III. von Berg (* spätestens 1175; urkundlich 1194–1218; † 7. August 1218 vor Damiette in Ägypten) war von 1189 bis 1218 Graf von Berg.

## Leben
Adolf war ein Sohn von Engelbert I. von Berg und  Margarethe, Tochter des Heinrich I. von Geldern. Sein jüngerer Bruder war Erzbischof Engelbert I. von Köln. 
Spätestens 1204 war Adolf mit einer Bertha verheiratet, die möglicherweise aus dem Hause Sayn stammte. Mit Bertha hatte er eine Tochter:
- Irmgard (* spätestens 1204; † 11./12./13. August 1248 oder 1249), heiratete spätestens 1216 Heinrich IV. von Limburg.

Nachdem Adolfs Vater 1189 auf dem Dritten Kreuzzug gestorben war, wurde Adolf Graf von Berg. Seine Regierungsjahre fielen in die Zeit kriegerischer Auseinandersetzungen zwischen der staufischen und welfischen Partei. Er wechselte mehrfach die Seiten, stritt einmal für den Welfen Otto IV., den Sohn Heinrichs des Löwen, den Adolfs Vetter, der Kölner Erzbischof Adolf von Altena, zum deutschen König erhoben hatte, ein andermal für den Staufer Philipp von Schwaben, den Sohn Barbarossas, schloss sich endlich dem jungen Staufer Friedrich II. an, der 1212 in Konstanz auf deutschem Boden erschien. Auch diesmal stand er wieder auf der richtigen Seite. Der Staufer zeigte sich mit der Wahl seines Bruders Engelbert I. von Köln zum Kölner Erzbischof erkenntlich.
Adolf nahm 1212 am Albigenserkreuzzug teil. Drei Jahre später belagerte und eroberte Adolf die Kaiserpfalz Kaiserswerth, in der Otto IV. die staufisch gesinnten, rheinisch-westfälischen Bischöfe, u. a. den Münsteraner Bischof Otto I. von Oldenburg, gefangen hielt. Adolfs Parteinahme entschied den Thronstreit zugunsten Kaiser Friedrichs II.
1218 brach Adolf zum Fünften Kreuzzug ins Heilige Land auf, wo er wohl aufgrund der drei Jahre zuvor durchgeführten, erfolgreichen Belagerung der Kaiserpfalz Kaiserswerth zum Kommandanten der rheinischen und friesischen Belagerungstruppen vor Damiette im Nildelta wurde. Adolf starb dort in einem Feldlager am 7. August 1218 an einer Seuche. Da er nur seine Tochter Irmgard hinterließ, übernahm sein Bruder, der Kölner Erzbischof Engelbert I., die Grafschaft Berg kraft des Kölner Dukates über Niederlothringen. Nicht aufgrund seiner direkten Verwandtschaft zog er die Grafschaft Berg ein, sondern weil ein sogenannter Heimfall nach Lehnrecht vorlag. Nach Engelberts Ermordung im Jahr 1225, mit der das erste Bergische Grafenhaus im Mannesstamm ausstarb, wurde Heinrich IV. von Limburg, der Ehemann von Adolfs Tochter Irmgard, Graf von Berg.